# Conura petioliventris
Conura petioliventris är en stekelart som först beskrevs av Cameron 1884.  Conura petioliventris ingår i släktet Conura och familjen bredlårsteklar. Inga underarter finns listade i Catalogue of Life.